# LINK (テレビドラマ)
『LINK』（リンク）は、WOWOWの連続ドラマWで2013年10月6日から11月3日まで放送された日本のテレビドラマ。

## あらすじ
LINKというIT企業を起業した若き日本の青年・ショーンは、人と人を繋げて、助けを求めている人を救うSOSサービスの立ち上げを模索していた。彼がこのサービスを始めるきっかけになったのが、思いがけないところで人と人が結ばれるリンクだった。
元捜査一課の刑事で現在は民間警備会社に勤める寺原健は、与党幹事長・松岡孝典のボディーガードを務めることになる。歯に衣着せぬ巧みな話術で聴衆を虜にする松岡は、次期総裁選への立候補を決め、大物フィクサーに票の取りまとめを依頼し、多額の現金を渡していた。金は、あおば信用金庫の練馬東町支店長が休眠会社への融資を装ってプールした裏金だった。同信金の職員で寺原の後輩でもある石川亜紀は、現在の景況で多額の融資が続けられていることに疑問を持ち、不正融資の実態に気付いてしまう。
北海道の名門私立校、陵星学園の教諭・高島昭一は、担任生徒の松岡正太郎がクラス内で窃盗疑惑をかけられ、彼も否定しないまま不登校になり、対応に苦慮し、父親である松岡孝典に電話をかける。両親の離婚により、父子仲にも問題があるようだった。
東京出張中に不倫相手と密会していた、大阪のアパレルメーカー社員・沢田勉は、血まみれで傷だらけの若い男（浅尾元哉）にぶつかられ、着ていたシャツが汚れてしまう。その少し前、あおば信用金庫の夜間金庫が爆破され、向かっていた現金輸送車が襲撃され、松岡に流れるはずの金が強奪される。爆破犯の1人で重体に陥っていた青柳は、爆破を指示した上役から口封じのために命を狙われ、重傷を負いながらも現場から逃げた元哉は、青柳が入院する救命センターで看護師をしている恋人の理恵に青柳の口封じを頼む。
青柳は、移植が必要なほど肺が損傷し、幼い頃に生き別れになっていた兄である高島に、その事実が告げられる。青柳から金の流れが漏れることを恐れる松岡は、犯罪者を助けて名門校の名に傷を付けるような行為を慎むよう暗に牽制する。
7年前、証拠を改竄した同僚を内部告発し、逆に左遷されてしまった検事の櫻井聡子は、松岡の金の流れを突き止めるために、特捜部に呼び戻される。何としても青柳から証言を得たい櫻井は、高島に早急な移植の決断を迫る。
繋がり始めたリンクが行き着く先は……。

## 登場人物
寺原健 - 大森南朋
民間警備会社の社員。台湾で仕事に就いていたが、日本に呼び戻され、松岡孝典民自党幹事長の警護担当となる。元捜査一課刑事。ストーカー殺人事件が起きるまで動けない警察組織に絶望し、警察を辞めた。
石川亜紀 - 田中麗奈
あおば信用金庫練馬東町支店職員。支店長の不正融資に気が付いて親友で同僚の真弓に相談するも、知らず知らずの内に裏金の運び役にされる。寺原とは大学時代の剣道部の先輩・後輩の間柄。
高島昭一 - 玉山鉄二
北海道の陵星学園教諭。幼い頃に離婚した母親が兄弟とも育てきれなくなり、裕福な養父母が現れるまでの間は揃って同じ施設で育ち、以来別れ別れとなった。
川本理恵 - ミムラ
救急救命センター看護師。
沢田勉 - 田中直樹
大阪のアパレルメーカー社員。元彼女、佐々木みのりと上司の妻となった今でも男女の関係を続けている。
浅尾元哉 - 永山絢斗
理恵の彼氏。
大浦明 - 金子ノブアキ
元哉と青柳の上役。
江藤実 - 戸次重幸
捜査一課刑事。
佐々木みのり - 田丸麻紀
沢田の上司、佐々木良雄の妻。沢田の元彼女で、今でも男女の関係を続けている。
松岡正太郎 - 前田旺志郎
高島の担任生徒。松岡の前妻の息子。学校で財布を盗んだとクラスメイトに疑われ、本人もそれを否定しないまま不登校になる。
上田真弓 - 舞羽美海
亜紀の親友で同僚。
??? - 宮澤美保
松岡の妻
??? - 中村久美
松岡の前妻で正太郎の実母。
??? - 山崎潤
中田 - 笠原秀幸
ショーンの仕事仲間。
藤田 - 小林且弥
あおば信用金庫職員。亜紀の同僚で支店長に頼まれてフタミ機械の稟議書を書いている。真弓の彼氏。
??? - 上野なつひ
??? - 水澤紳吾
青柳朋也 - 瀬戸康史（special thanks）
あおば信用金庫爆破事件の犯人の1人。高島の弟。右肺を移植しなければ命に関わるほどの重傷を負い、意識不明。補助金目当ての里親に引き取られ、あまり良くない環境で育った。
合田茂樹 - 音尾琢真
松岡の秘書。
佐々木良雄 - 池田成志
みのりの夫で沢田の上司。
杉山謙介 - 矢島健一
東京地検副部長。聡子を東京に呼び戻す。
岩野誠 - 螢雪次朗
あおばホールディングス専務取締役。
小笠原秀柾 - 入江雅人
あおば信用金庫練馬東町支店の支店長。夜間金庫を爆破され、亜紀に現金を運ばせる。
ショーン - 綾野剛
IT企業LINK創業者。人と人を繋げたいと考えている。（成人後の松岡正太郎？。）
松岡孝典 - 武田鉄矢（特別出演）
民自党幹事長。歯に衣着せぬ物言いで聴衆を引き付ける。
櫻井聡子 - 黒木瞳
高知地方検察庁検事。東京地検特捜部にいた7年前に証拠を改竄した同僚検事を内部告発したが、左遷人事により高知地検へ異動となった。仲間を売った裏切り者と見做されている。ある大物政治家の疑惑解明のため、杉山副部長の計らいで東京地検に呼び戻される。
??? - 神保悟志
東京地検検事。櫻井聡子の元同僚で、証拠改竄の不正行為を働いた廉で櫻井聡子内部告発された。
本郷道隆 - 勝部演之
総理大臣。民自党総裁。
金平 - 品川徹
大物フィクサー
ホームレス - 森下能幸
沢田のシャツを盗む。
キャバ嬢 - 高橋亜由美

## スタッフ
- 脚本 - 篠崎絵里子
- 音楽 - 澤野弘之、橘麻美
- 撮影 - 石井浩一、宮崎悟郎、鈴木靖之
- 照明 - 椎原教貴
- 録音 - 林大輔
- VE - 深澤雄嵩
- 編集 - 坂東直哉、志和海
- 主題歌 - メレンゲ「シンメトリア」
- 協力プロデューサー - 浦井孝行
- プロデューサー - 河角直樹
- 企画・プロデュース - 青木泰憲
- 監督 - 深川栄洋
- 制作協力 - 国際放映
- 製作著作 - WOWOW